# Вимпфен, Вильгельм фон
Вильгельм фон Вимпфен (нем. Wilhelm von Wimpfen; упомянут 1222—1257) — министериал Штауфенов, живший в раннем XIII в. и причисляемый к роду фон Кохендорф (нем. Herren von Kochendorf).

## Биография
Впервые упомянут как солтыс в Вимпфене в 1222 года, в документе, которым он свидетельствовал продажу товаров Генрихом фон Лангенбургом монастырю Шёнталь. Считается, что до этого он служил в Хайльбронне, в Вимпфен он прибыл около 1220 года, и также руководил строительными работами в другом городке с таким же названием — пфальцском Вимпфене.
Около 1233 года основал вимпфенский госпиталь, который наделил правом патронажа над приходской церковью во Флайне. В 1234 году был фогтом Вимпфена, около 1240 года стал солтысом в Хагенау. С 1251 года стал  бургграфом в имперском замке Трифельс, и таким образом был хранителем имперских регалий.
В последний раз упоминается в 1257 году в связи с составлением завещания о пожертвованиях его племянников больнице Вимпфена.

## Семья
Известно, что его жена умерла в 1238 году. Она могла происходить из рода графов Лауфен или другой знатной семьи Хайльбронна.
Документ 1250 года называет его детей Вильгельмом и Елизаветой. Сын, вероятно, умер раньше своего отца.
Его связь с родом фон Кохендорф предполагается исходя из имени его племянника Берингера, который упомянут в 1257 году. Вильгельм фон Вимпфен мог быть братом Свиггера фон Кохендорфа, который упоминался с 1259 по 1274 годы.
Упоминание другого его племянника, Вильгельма фон Цвингенберга, позволяет предположить, что Вильгельм фон Вимпфен сыграл ключевую роль в строительстве замка Цвингенберг около 1250 года.